# Eva Runefelt
Eva Runefelt, född 6 april 1953 i Stockholm, är en svensk författare och poet.
Runefelt debuterade 1975 med romanen I svackan. Samma år kom diktsamlingen En kommande tid av livet. Den senaste, Ur världen, gavs ut 2020. Runefelt har skrivit en radiopjäs, Hennys längtan, libretto till Solitario av Ylva Q Arkvik och samarbetat med både tonsättare och musiker samt koreografen Efva Lilja. Hon har även skrivit konstkritik för Svenska Dagbladet, krönikor för Svenska Dagbladet och Upsala Nya Tidning. Runefelt har även översatt engelska scenpjäser till svenska.
Eva Runefelt läser relativt frekvent egna och andras dikter i Sveriges Radios program Dagens dikt.

## Priser och utmärkelser
- 1978 – Aftonbladets litteraturpris[2]
- 1978 – Albert Bonniers stipendiefond för yngre och nyare författare
- 1982 – Sveriges Radios lyrikpris[3]
- 1984 – Stig Carlson-priset
- 1989 – Signe Ekblad-Eldhs pris
- 1994 – Doblougska priset[4]
- 1994 – Svenska Dagbladets litteraturpris
- 1997 – Bellmanpriset
- 1999 – Ferlinpriset
- 1999 – Karl Vennbergs pris
- 2002 – Gerard Bonniers lyrikpris
- 2003 – Ekelöfpriset
- 2008 – De Nios lyrikpris
- 2014 – Nordiska rådets litteraturpris (nominerad)[5]
- 2018 – Tranströmerpriset
- 2020 – Gustaf Fröding-sällskapets lyrikpris
- 2021 – De Nios Stora Pris